# Лучано да Лаурана
Лучано да Лаурана (італ. Luciano Laurana 1420, Врана біля Задару, володіння Венеції — 1479, Пезаро, Італія) — італійський архітектор слов'янського походження з Далмації (на той час володіння Венеції), одна з головних постатей в італійській архітектурі 15 століття. 

## Слов'янські митці в Італії
Італія століттями була країною-донором, що живила культуру сусідніх народів військовими інженерами, архітекторами, фортифікаторами, художниками. Був і зворотний процес: в Італію прибували здібні юнаки задля здобуття освіти та розкриття творчого і наукового потенціалу, який не могли реалізувати на батьківщині. Серед вихідців зі слов'янських земель, що навчались чи працювали в Італії, — науковець Юрій Дрогобич, архітектор Джорджо да Сабеніко, художник Андреа Мелдолла. До когорти вихідців зі слов'янських земель належить і архітектор Лучано да Лаурана, якого дослідники ставлять за обдарованістю поряд з відомими італійськими митцями — Брунеллескі та Альберті Леон-Баттістою.

## Життєпис. Ранні роки
Про ранні роки Лучано відомо небагато — він народився у містечку Врана, неподалік міста Задар. У ті часи ці землі належали до складу Венеційської республіки. Перші будівничі навички отримав, працюючи разом із батьком Мартіном, який був каменярем. Припускають, що Лучано — родич скульптора Франческо Лаурана.

## В Італії

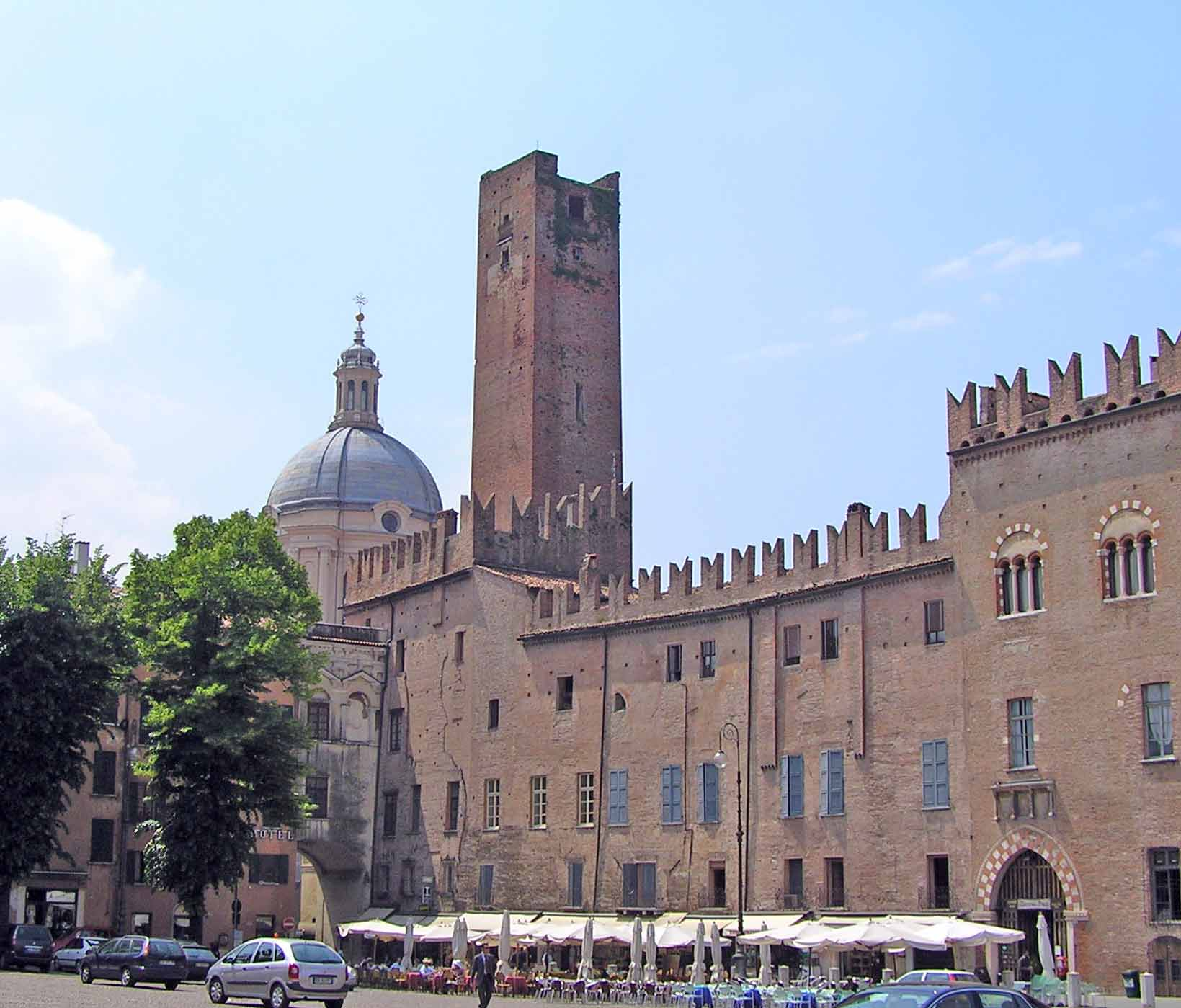
Мантуя, площа Сорделло.

Особливе місце в історії італійської архітектури Раннього Відродження посіли міста північно-східної частини Апеннін — Анкона, Ріміні, Урбіно. Вони були тісно пов'язані торговельними й культурними зв'язками як з самою Венецією, так і з містами-портами на Адріатиці. Так, архітектор собору в місті Шибеник Юрій Далматинець перебрався до Анкони, де навіть отримав місцеве ім'я Джорджо да Сабеніко. Перебрався в Італію і Лучано. Відомо, що 1465 року він працював архітектором-практиком разом із Альберті в місті Мантуя. Альберті зазвичай розробляв проєкт майбутньої споруди, її теоретичне обґрунтування, а потім доручав втілення архітекторам — практикам. Робота поряд із таким видатним теоретиком архітектури, як Альберті, суттєво вплинула на Лучано та дала поштовх удосконаленню власної майстерності. Самоосвіта допомогла слов'янину стати на рівень із найкращими архітекторами доби раннього Відродження.

## Праця в Урбіно

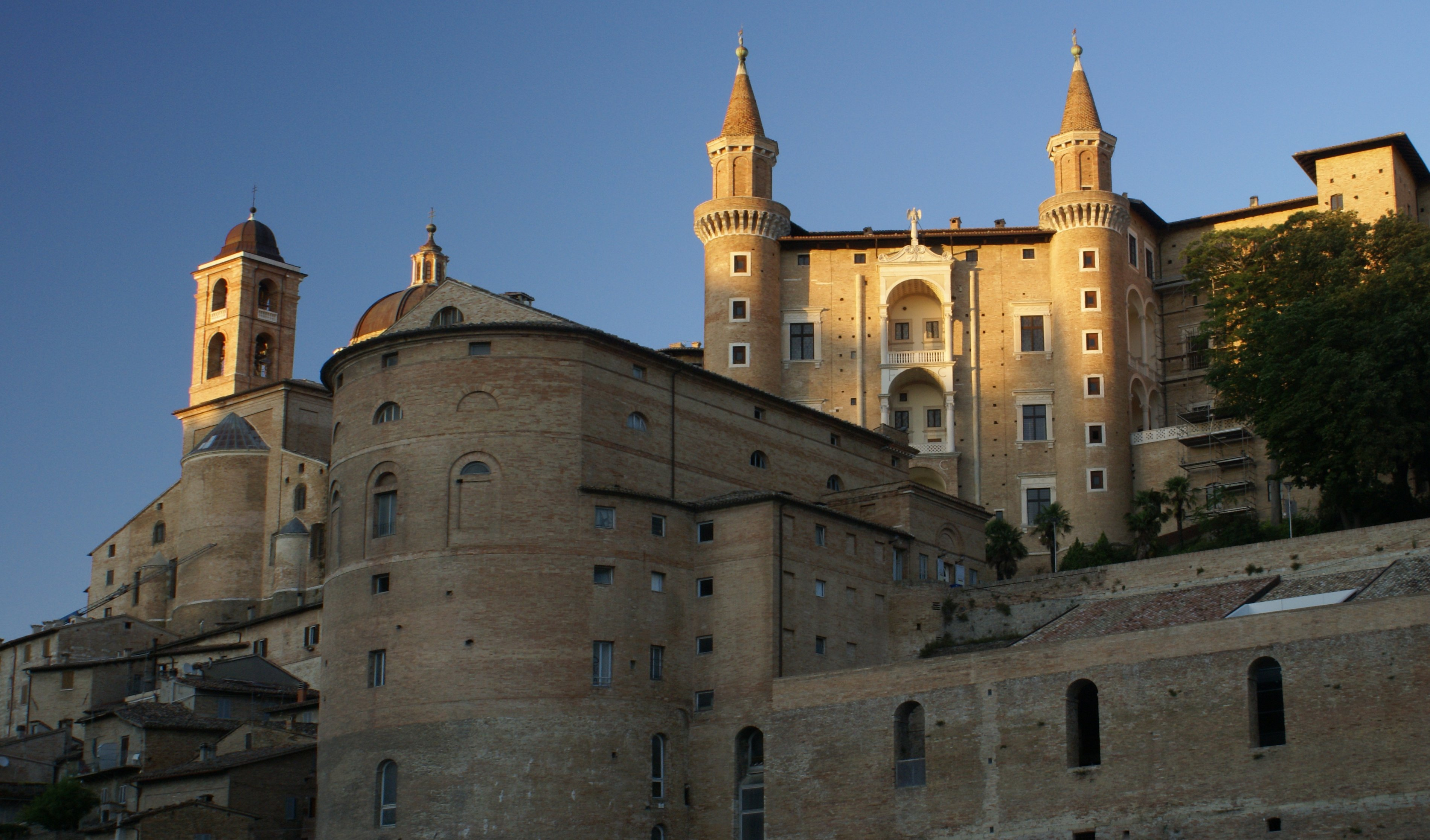
Князівська резиденція в Урбіно. Вигляд з міста.

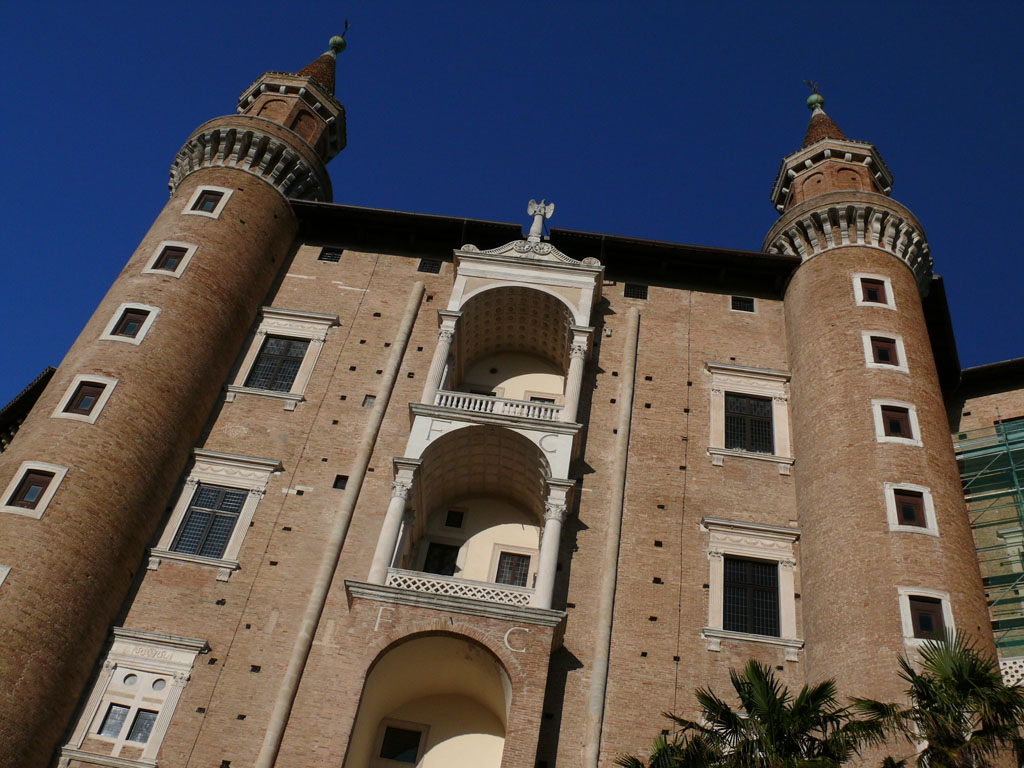
Фортечні вежі і лоджиї.

1466 року перший герцог Федеріко да Монтефельтро запросив Лучано працювати в невеликому місті Урбіно. Володар хотів перебудувати старовинний замок так, щоб той не лише зберіг оборонні функції, але й мав низку комфортних приміщень, гідних палацу. Перебудовою старого замку та включенням його фортифікаційних споруд у новий ансамбль і займався архітектор. Лучано да Лауана вже був знайомим з типом флорентійського палацу, що втрачав суворий фортечний вигляд, особливо у внутрішньому дворі з привітними аркадами й житловими приміщеннями другого і третього поверхів.
Лаурана зберіг і міський собор, і дві фортечні вежі замку, між якими створив палацовий корпус із відкритими лоджіями в бік міста. Вони були особливо привабливими поряд з фортечного характеру архітектурою, головні об'єми якої розташовані на урвищі над містом. Оновленим став і великий внутрішній двір герцогського палацу з відкритими аркадами. Старе ядро замку було доповнене також садом і південними корпусами палацу.
Характерні риси архітектури Відродження найпомітніші в побудові внутрішнього двору та в покоях палацу. Виготовлені з білого каменю колони, капітелі поєднані з жовтуватою цеглою мурів. Декоративних деталей небагато, і вони не суперечать спокійному, врівноваженому характеру архітектури. Декор інтер'єрів доповнювали картини, створені П'єро делла Франческа і самим Лаурана, а також спеціально виготовленими меблями.
Фінансові справи Федеріго да Монтефельтро були непогані. Він був головнокомандувачем вояків папи римського, тому платню отримував регулярно. Ці гроші й дали змогу розпочати перебудову старого замку на резиденцію нового типу.
Значення нових палацових корпусів та їхніх інтер'єрів, створених Лучано да Лаурана в Урбіно, збільшувалось через вплив на уяву і смаки молодого Донато Браманте, який теж мешкав у місті та починав власну кар'єру як художник. Вони обидва покинуть Урбіно заради роботи на вельможну родину Сфорца: Браманте працюватиме в Мілані, а Лучано да Лаурана переїде до Пезаро, колишньої резиденції Сфорца.

## У Пезаро
Пезаро — портове місто на східному узбережжі Адріатичного моря. Лучано да Лаурана працював над побудовою одного крила палацу Префеттічио (назва від слова prefect — міський голова). Над приземкуватою галереєю першого поверху розбудований високий фасад палацової споруди з багато декорованими вікнами. Поверхи створені в різні часи та повної симетрії в споруді крила нема. Архітектор був обмежений уже наявною спорудою та обмежився лише добудовами.
Помер під час роботи у Пезаро.

## Галерея

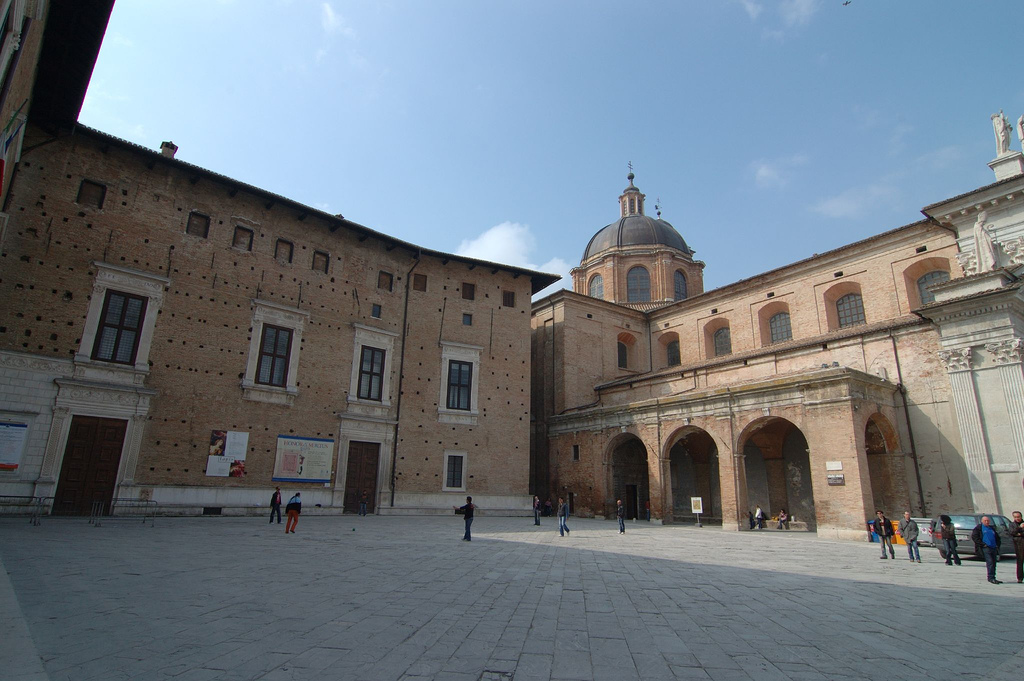
Урбіно, майдан герцога Федеріго
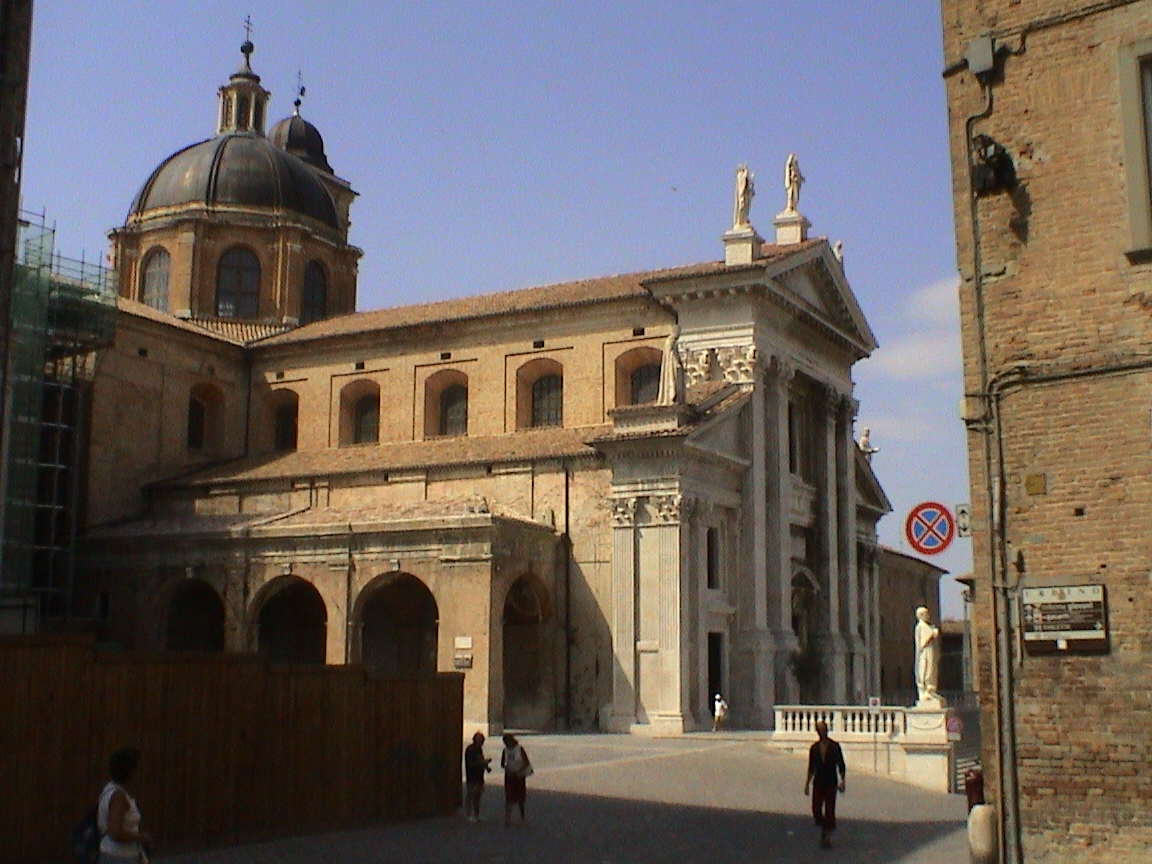
Собор біля замку.
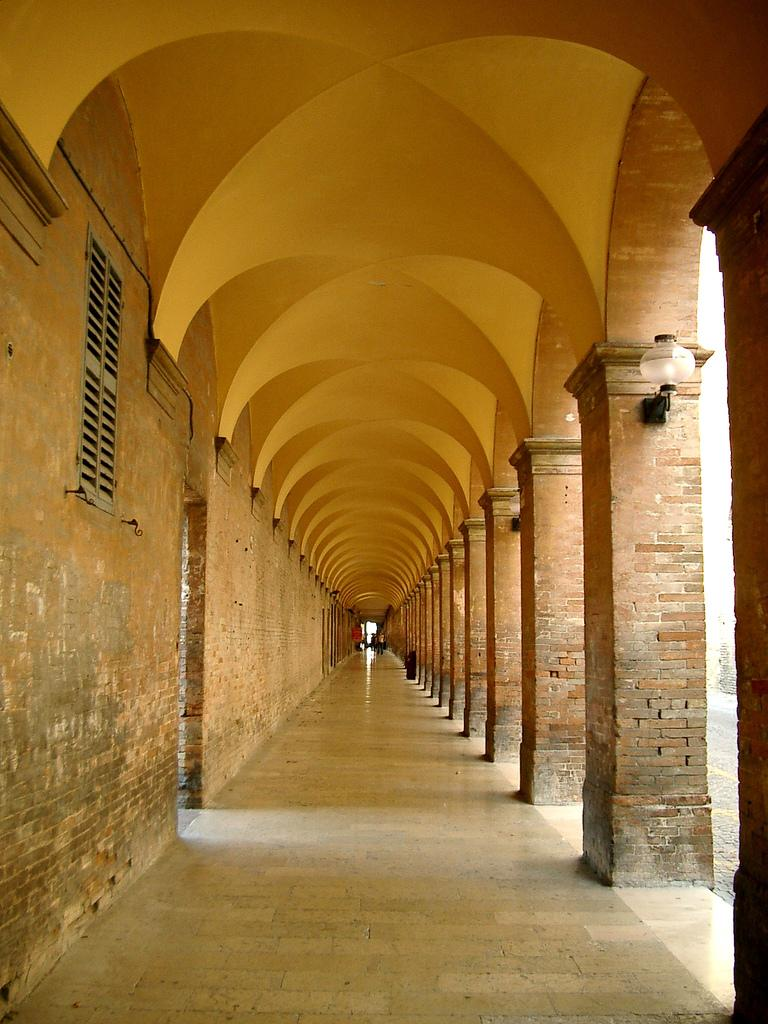
Галерея - аркада.
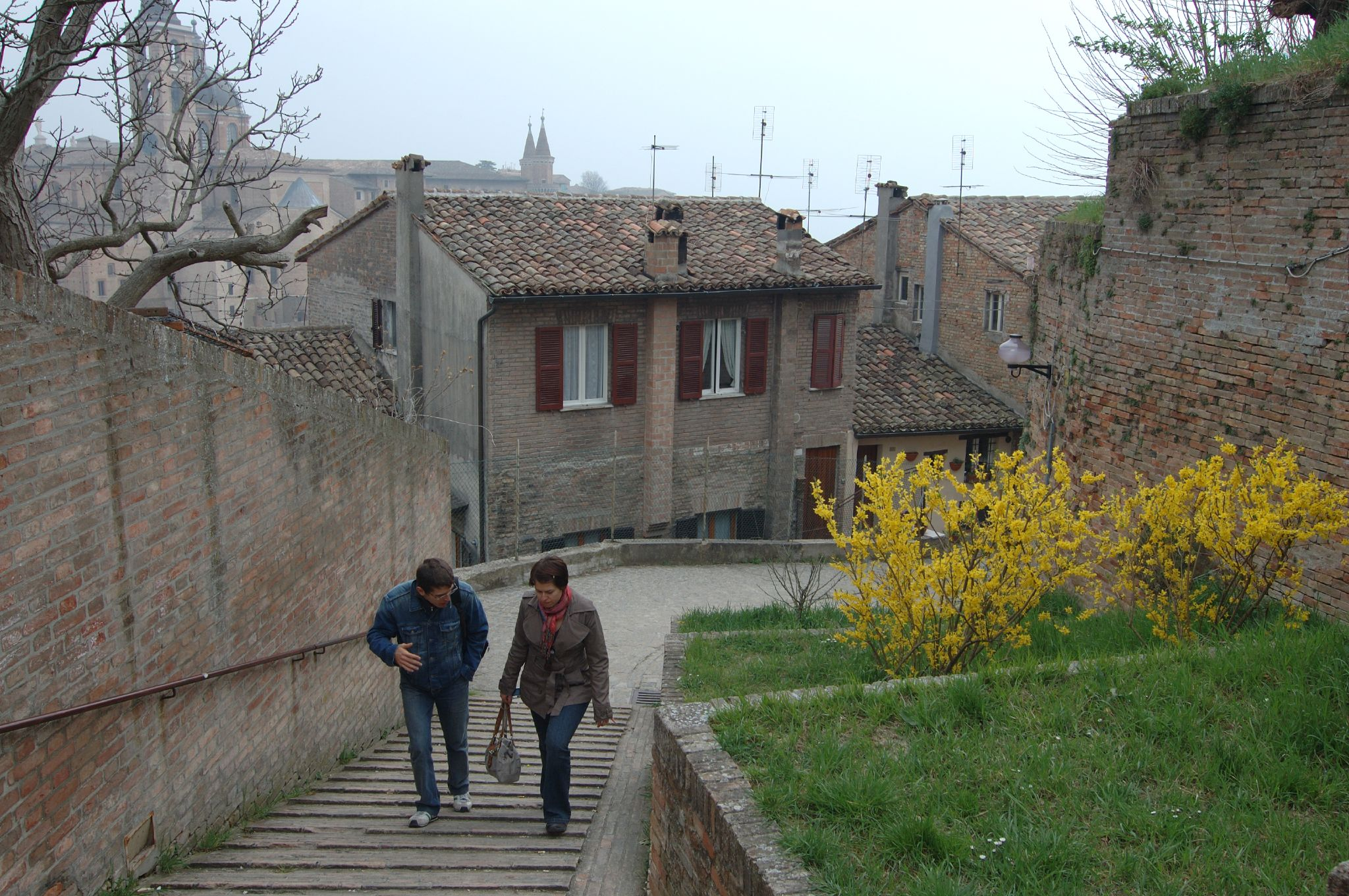
Історична забудова в Урбіно.